# Napoleon Jackson Tecumseh Dana
Napoleon Jackson Tecumseh Dana (Eastport, Maine, 15 de abril de 1822 - Portsmouth, Nuevo Hampshire, 15 de junio de 1905) fue un mayor general del Ejército federal de los Estados Unidos de América.
Se graduó en la academia militar de West Point en 1842 y participó en la invasión a México, siendo gravemente herido en la Batalla de Cerro Gordo. Renunció a su puesto en 1855 para dedicarse al negocio de la banca. En 1861 reingresó en el ejército como coronel del Primer Regimiento de Voluntarios de Infantería de Minnesota. En 1862 fue ascendido a general de brigada y se le asignó el mando de la Tercera Brigada, Segunda División del II Cuerpo.
Comandó la brigada durante la Campaña de la Península, la segunda batalla de Bull Run y la batalla de Antietam, en la que fue gravemente herido en la zona de Dunker Church. Tras volver al servicio activo en 1863 fue ascendido a mayor general y participó en las operaciones del Teatro de la Costa del Golfo. Abandonó su carrera militar en mayo de 1865.